# أدريان روي
أدريان روي (بالإنجليزية: Adrienne Roy)‏ هي فنانة قصص مصورة أمريكية، ولدت في 28 يونيو 1953 في فيرونا في إيطاليا، وتوفيت في 14 ديسمبر 2010 في أوستن في الولايات المتحدة.